# Каспер Шмайхел
Каспер Шмайхел е датски футболист, вратар на Селтик. Син на легендата Петер Шмайхел, известен от мачовете си за Манчестър Юнайтед и националния отбор на Дания.

## Кариера

### Клубна
В продължение на седем години (септември 2002 – август 2009 г.) е част от състава на Манчестър Сити. В основния отбор обаче играе изключително рядко (до 2007 г. не играе въобще, а в периода август—септември 2007 г. изиграва седем мача, след които е изместен от Джо Харт. През 2008 г. изиграва още три мача). През това време е даден под наем на пет различни клуба – предимно отбори от по-ниските английски дивизии, както и в клуба от шотландската премиър лига ФК Фолкърк.
През 2023 г. Шмайхел започва да играе за белгийския отбор Андерлехт